# Dendromus vernayi
Dendromus vernayi é uma espécie de roedor da família Nesomyidae.
É endêmica do leste-central de Angola, onde é encontrada somente na localização-tipo: Chitau.
Os seus habitats naturais são: savanas húmidas.